# Cordylus vittifer
Espèce
Statut de conservation UICN

 LC  : Préoccupation mineure
Statut CITES
Synonymes
- Zonurus vittifer Reichenow, 1887
- Zonurus tropidogaster Boulenger, 1910

Cordylus vittifer est une espèce de sauriens de la famille des Cordylidae.

## Répartition
Cette espèce se rencontre dans le sud de l'Angola, au Botswana, au Swaziland et en Afrique du Sud.

## Publication originale
- Reichenow, 1887 : Neue Wirbelthiere des Zoologischen Museums in Berlin. Zoologischer Anzeiger, vol. 10, p. 369-372 (texte intégral).